# تیم ملی فوتبال زیر ۲۱ سال لتونی
تیم ملی فوتبال زیر ۲۱ سال لتونی (انگلیسی: Latvia national under-21 football team) یا تیم ملی فوتبال جوانان لتونی، نماینده کشور لتونی در مسابقات فوتبال جوانان اروپا و جهان است که زیر نظر فدراسیون فوتبال لتونی فعالیت می‌کند.